# Ruvo di Puglia Basket 2011-2012

## Roster 2011-2012
|    | Naz.              | Ruolo | Sportivo            | Anno | Alt. |  |  |
| -- | ----------------- | ----- | ------------------- | ---- | ---- |  |  |
|    | Italia (bandiera) |       | Aldo Gatta          | 1992 |      |  |  |
| 5  | Italia (bandiera) | A     | Giuseppe De Leo     | 1994 | 198  |  |  |
| 8  | Italia (bandiera) | P     | Tommaso Laquintana  | 1995 | 183  |  |  |
| 9  | Italia (bandiera) | AC    | Marco Tagliabue     | 1986 | 206  |  |  |
| 10 | Italia (bandiera) | G     | Alberto Di Salvia   | 1994 | 179  |  |  |
| 11 | Italia (bandiera) | A     | Pasquale De Martino | 1991 | 195  |  |  |
| 12 | Italia (bandiera) | P     | Daniele Merletto    | 1993 | 175  |  |  |
| 13 | Italia (bandiera) | AC    | Simone Zanotti      | 1992 | 206  |  |  |
| 14 | Italia (bandiera) | A     | Armando Liguori     | 1994 | 183  |  |  |
| 15 | Italia (bandiera) | G     | Gianluca Valesin    | 1992 | 193  |  |  |
| 19 | Italia (bandiera) | AC    | Frederic Emejuru    | 1988 | 203  |  |  |
| 20 | Italia (bandiera) | P     | Gianluca Tomasiello | 1980 | 190  |  |  |

Dati aggiornati al 29 febbraio 2012